# 女朋友 (艾薇兒·拉維尼歌曲)
《女朋友》（Girlfriend）是加拿大流行搖滾音樂音樂創作歌手艾薇兒·拉維尼的一張單曲，也收錄在美麗壞東西專輯裡。這首歌是在2006年錄製，並首先於2007年2月7日在加拿大發行，而之後台灣也在同年4月3日發行。這首歌曲先後被錄製成7種不同的語言的混音版本，包括葡萄牙文、法文、德文、西班牙文、中文、日文以及義大利文。

## 發行
| 國家     | 發行日期      |
| -------- | ------------- |
| 加拿大   | 2007年2月7日  |
| 美國     | 2007年2月7日  |
| 西班牙   | 2007年2月10日 |
| 薩爾瓦多 | 2007年2月28日 |
| 墨西哥   | 2007年3月1日  |
| 委內瑞拉 | 2007年3月1日  |
| 秘魯     | 2007年3月10日 |
| 智利     | 2007年3月10日 |
| 義大利   | 2007年3月19日 |
| 日本     | 2007年3月21日 |
| 愛爾蘭   | 2007年3月30日 |
| 比利時   | 2007年3月30日 |
| 澳洲     | 2007年3月31日 |
| 英國     | 2007年4月2日  |
| 台灣     | 2007年4月3日  |
| 荷蘭     | 2007年4月4日  |
| 瑞典     | 2007年4月4日  |
| 古巴     | 2007年4月28日 |

## 外部連結
- YouTube上的官方音樂錄影帶
- "Girlfriend" Dr. Luke Remix on VEVO（页面存档备份，存于）